# نواه دبليو. كروس
نواه دبليو. كروس (بالإنجليزية: Noah W. Cross)‏ هو شخصية أعمال أمريكي، ولد في 3 أكتوبر 1908 في Monterey, Louisiana ‏ في الولايات المتحدة، وتوفي في 22 نوفمبر 1976 في فيريدي في الولايات المتحدة.